# Hyptia crassa
Hyptia crassa är en stekelart som först beskrevs av Cameron 1888.  Hyptia crassa ingår i släktet Hyptia och familjen hungersteklar. Inga underarter finns listade i Catalogue of Life.